# Bodo von Borries
Bodo von Borries (22 mai 1905, Herford - 17 juillet 1956, Aix-la-Chapelle) est un électrotechnicien allemand qui a participé à l'invention du microscope électronique en transmission.

## Biographie
Borries est née en 1905, fils du « Landrat » Franz von Borries. En 1924, il étudie la mécanique à l'Université de Karlsruhe, puis de 1926 à 1927, l'électrotechnique à l'Université de Dantzig, pour terminer ses études à l'Université technique de Munich. À partir de 1929, il travaille au laboratoire de haute tension de l'Université technique de Berlin, et y obtient son doctorat en 1932. Il est ensuite assistant de Max Knoll, et invente le microscope électronique en 1931 avec Ernst Ruska. Dans ce groupe de travail, il se crée une amitié proche, qui fournit de riches échanges scientifiques.
En 1933, Borries s'oriente vers l'industrie, où il travaille d'abord en tant qu'ingénieur pour RWE à Essen. De 1934 à 1937, il devient directeur du laboratoire pour le développement des instruments de protection de surtension dans l'entreprise Siemens-Schuckert à Berlin. Sur son initiative, un groupe de recherche sur la microscopie électronique est créé par Siemens à Berlin. Ce groupe a été dirigé avec Ruska. En 1937, Borries se marie avec Hedwig Borries, la sœur d'Ernst Ruska. En 1938 est conçu le premier prototype de microscope électronique de Siemens, et une année plus tard, le premier modèle de serie.
Après la guerre, il fonde le l'Institut de microscopie de Rhénanie-Palatinat à Dusseldorf en 1948, et participe en 1949 à la fondation de la société allemande de microscopie électronique. En 1953, il est nommé professeur à l'Université technique de Rhénanie-Westphalie à Aix-la-Chapelle et est chargé de fonder le laboratoire d'Optique électronique et de mécanique de précision. Il y travaillera jusqu'à sa mort subite en 1956.

## Œuvre
- (de) B. v. Borries, Die Übermikroskopie - Einführung, Untersuchung ihrer Grenzen und Abriss ihrer Ergebnisse, Berlin, 1949